# Павел (село)
Па́вел (болг. Павел) — село у Великотирновській області Болгарії. Входить до складу общини Польський Тримбеш.

## Населення
За даними перепису населення 2011 року у селі проживали 696 осіб.
Національний склад населення села:
| Національність   | Кількість осіб | Відсоток |
| ---------------- | -------------- | -------- |
| болгари          | 659            | 95,9%    |
| цигани           | 24             | 3,5%     |
| Всього відповіли | 687            |          |

Розподіл населення за віком у 2011 році:
Динаміка населення: